# Condado de Hoke
O Condado de Hoke é um dos 100 condados do estado americano da Carolina do Norte. A sede do condado é Raeford, e sua maior cidade é Raeford. O condado possui uma área de 1 016 km² (dos quais 3 km² estão cobertos por água), uma população de 33 646 habitantes, e uma densidade populacional de 33 hab/km² (segundo o censo nacional de 2000). O condado foi fundado em 1911.